# یان کلارکسون
یان کلارکسون (انگلیسی: Ian Clarkson؛ زادهٔ ۴ دسامبر ۱۹۷۰) بازیکن فوتبال اهل بریتانیا است.
از باشگاه‌هایی که در آن بازی کرده‌است می‌توان به باشگاه فوتبال استوک سیتی، باشگاه فوتبال لیمینگتون، باشگاه فوتبال استافورد رانجرز، باشگاه فوتبال نانیتون تاون، باشگاه فوتبال کیدرمینستر هاریرس، باشگاه فوتبال بیرمنگام سیتی، باشگاه فوتبال آلوچورچ، باشگاه فوتبال فارست گرین راورز، و باشگاه فوتبال نورث‌همپتون تاون اشاره کرد.